# دینه کبود
دینه کبود (اراک)، روستایی از توابع بخش مرکزی شهرستان اراک در استان مرکزی ایران است.

## جمعیت
این روستا در دهستان شمس‌آباد (اراک) قرار دارد و براساس سرشماری مرکز آمار ایران در سال ۱۳۸۵، جمعیت آن ۴۳۴ نفر (۱۲۵خانوار) بوده‌است.

جستجویی کوتاه در قبرستان قدیمی روستا نشان از وجود گورهای قدیمی می دهد که گواه قدمت سکونت در این روستاست.

مهم ترین حرفه ساکنان روستا دامداری و کشاورزی بوده و مزارع اطراف روستا با نام های جالبی همچون، عشق آباد، آغاج (به ترکی به معنای چوب-این مزرعه محل پرورش درختان صنوبر بوده و وجه تسمیه آن نیز تولید بالای چوب در آنست)، مزرعه کن (در ترکی به معنای روستا - به دلیل نزدیکی این مزرعه به محل وقوع خانه های اهالی این نام را بر آن نهاده اند.) اشاره کرد.
در میان زنان روستا قالیبافی رواج داشته و از دیرباز زنان سهم به سزایی در پیشبرد امور خانه و حتی روستا داشته اند و مشارکت اجتماعی زنان در این روستا دارای ریشه های تاریخیست.

جاذبه های گردشگری:

وجود دو سد خاکی در نزدیکی روستا، باغات انگور، باغ درختان بادام، چراگاه تکیه در نزدیکی روستا را شاید بتوان از جاذبه های گردشگری روستا برشمرد.
در ایام محرم و یا سایر و مراسمات و اعیاد مذهبی طبق رسوم قدیمی ساکنان روستا، مراسم تعزیه خوانی به شکلی پرشور و حماسی برگزار می گردد. تماشای این مراسم می تواند از جاذبه های دیدنی این روستا باشد. مرحوم حاج ملا محمد باقر کریمی (1315-1390) از هنروران محبوب تعزیه خوانی در این روستا بوده و از افراد سرشناس روستا بوده اند، افسانه هایی حماسی در خصوص توانمندی ها و خدمات ایشان در میان ساکنان رواج دارد و مشهور است که ایشان در نگارش نسخه های قدیمی تعزیه خوانی موجود در روستا که بعضا روی پوست آهو نگاشته شده اند دخل و تصرف داشته اند. روزگاری ایشان تنها فرد باسواد روستا بوده و همین سرفصل منشا خدمات بسیاری به اهالی گردیده است.

اصل نام روستا:

یکی از روایت های رایج در خصوص نام روستا اینست که این نام به علت دین دار بودن اهالی روستا باب شده بوده که در اصل دینی که بود میباشد ولی پس از گذر زمان و تغییر گویش ها به اشتباه نام دینه کبود ثبت شده است.
البته به تعبیر دقیق تر واژه ی دینه کبود اشاره به کوه سیاه رنگی دارد که روستا در مجاورت آن واقع گردیده، در واقع دینه کبود به معنای کوه سیاه است و وجه تسمیه صحیح تر این روستاهمین مورد اخیر است.

زبان:

اکثر اهالی روستای دینه کبود ترک زبان هایی هستند که گفتارشان با زبان فارسی آمیخته می باشد.